# 10BASE-T

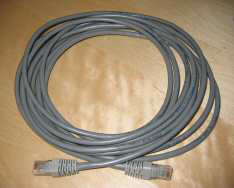
Cable de par trenzado utilizado en instalaciones 10BASE-T.

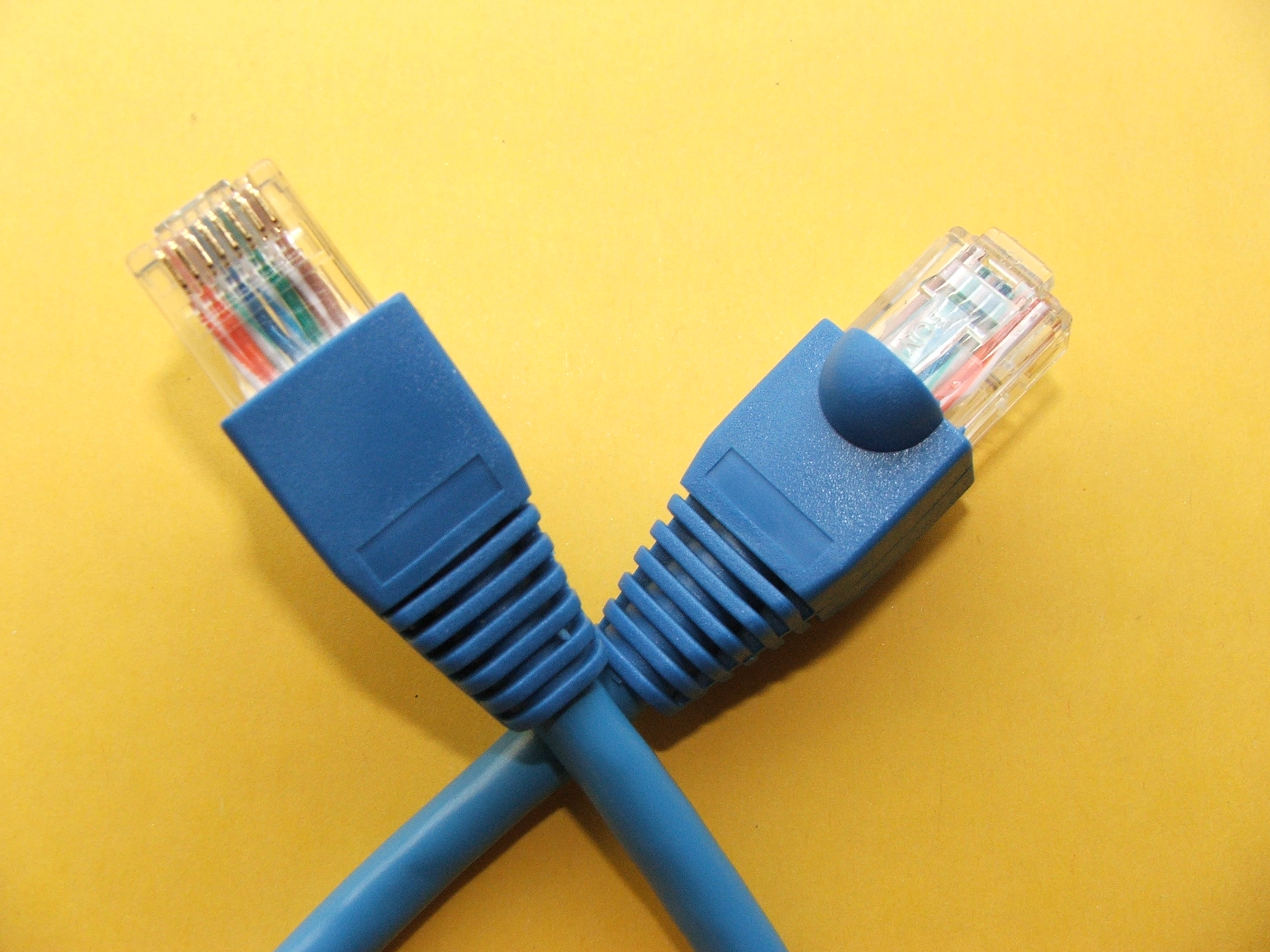
Conector RJ-45 para 10BASE-T.

Esquema de conexión de pares a su pin correspondiente consta de 4 parejas de cables. En cada pareja van trenzados entre sí un cable de color y un cable blanco marcado con el mismo color. Los colores que se usan habitualmente son el naranja, el verde, el azul y el marrón. Este cable es capaz de transmitir a 10Mbps.

10BASE-T es un subestándar de Ethernet para redes de área local. Físicamente se construye con topología en estrella y utiliza como medio de transmisión cable de pares trenzados no apantallado UTP.
El estándar habitualmente adoptado para los conectores RJ45 de estos cables es BN-N-BV-A-BA-V-BM-M en los dos extremos. Esto exige que haya un conmutador (hub o switch) entre las máquinas que intervienen en la conexión. Para una conexión directa entre dos máquinas, se debe utilizar un cable cruzado, que en vez de conectar hilo a hilo cruza entre sí las señales RX y TX cambiando los verdes por los naranjas.
Es de notar que en estos cables solo se utilizan los verdes y los naranjas, con lo que se pueden ver casos en los que se pasan dos líneas Ethernet por el mismo cable, con dos conectores a cada extremo, o una línea Ethernet y una RDSI. También, algunas personas que utilizan ordenadores portátiles llevan, para su conexión a la red, un cable con una pareja de conectores "directa" y otra cruzada. Esto se haría (por ejemplo) de la siguiente manera:
Extremo 1
Conector 1
BN-N-BV-O-O-V-O-O
Conector 2
BM-M-BA-O-O-A-O-O
Extremo 2
Conector 1
BN-N-BV-O-O-V-O-O
Conector 2
BA-A-BM-O-O-M-O-O
marcando los conectores 2 de cada extremo con cinta aislante roja o rotulador rojo para reconocerlos como un cable cruzado.

## General
Las redes LAN son más comunes hoy en día. Mediante este sistema se palían los conocidos defectos de las redes 10Base2 y 10Base5, entre ellos, la mala detección de derivaciones no deseadas, de rupturas y de conectores flojos. Una de las principales desventajas es la instalación conectada mediante hubs lo que puede resultar cara y complicarse bastante para grandes redes. Sin embargo, una de las grandes ventajas es la posibilidad de conectar nuevos componentes a la red mientras es usada por otros equipos sin tener que reiniciarla.

## Medio físico
De su nombre 10BASE-T se extraen varias características de este medio, 10 indica la velocidad de transmisión en Megabits por segundo (Mb/s), BASE es la abreviatura de banda base y la T por utilizar cables de par trenzado. Concretamente el cable utilizado, UTP de categoría 3 (25 MHz en longitudes de 100 m), consta de cuatro pares trenzados sin apantallamiento, de los cuales al menos un par se utilizará para transmisión y otro para recepción.
La máxima longitud del dominio de colisión (con repetidores) alcanza hasta 2500 m usando un backbone coaxial y el máximo número de estaciones en el dominio de colisión aceptadas es de 1024. El cable se conecta mediante un conector RJ-45 a la tarjeta de red en el PC. Cada estación está conectada con un hub o concentrador central siguiendo una topología de estrella o estrella extendida, aunque funciona como un bus lógico. Existen hubs con diferentes configuraciones, con 4, 8, 12, 15 o 24 puertos RJ-45, e incluso la posibilidad de conectar cable de tipo Ethernet 10Base2 u otros.

## Señalización
La señal más simple que se emplea es la NRZL (NonReturn to Zero Level), la señal no retorna a 0 y el pulso de tensión tiene la duración de 1 bit. Generalmente un 1 lógico es un pulso de tensión mientras que un 0 lógico es la ausencia de dicho pulso de tensión.
No es posible enviar junto con los datos una señal de sincronismo. El receptor se sincroniza por medio de las transiciones de pulsos recibidos. Pero si se tiene una larga secuencia de ceros o de unos, la señal permanece constante durante un tiempo bastante largo en la línea y el receptor no puede identificar el principio y fin de cada bit, este inconveniente se resuelve con la codificación.
La codificación de las señales puede ser: unipolar en las que los unos (1) pueden tomar polaridad positiva o negativa y los ceros (0) ninguna. Polar cuya señal será positiva para valores 1 y negativa para valores 0, y bipolar, que un dígito alterna su polaridad y el otro permanece siempre encendido.

## Morfología del cable
Un nodo 10BASE-T, como puede ser un ordenador, se comunicará enviando por los pines 1 y 2, y recibirá por el 3 y el 6, al contrario de como lo hará el switch o hub al que esté conectado, que recibirá en los pines 1 y 2, y emitirá a través del 3 y el 6. Para conectar dos ordenadores directamente entre sí será necesario el uso de un cable cruzado. El más usado es el T568B.
La correcta conexión de estos cables ha de ser según la siguiente tabla:
| Pin | Par, T568A | Par, T568B | Cable     | Color, T568A          | Color, T568B          | RJ45 pines                              |
| --- | ---------- | ---------- | --------- | --------------------- | --------------------- | --------------------------------------- |
| 1   | 3          | 2          | positivo  | blanco/verde rayado   | blanco/naranja rayado | Plug RJ-45 con la posición de los pines |
| 2   | 3          | 2          | negativo  | verde entero          | naranja entero        | Plug RJ-45 con la posición de los pines |
| 3   | 2          | 3          | positivo  | blanco/naranja rayado | blanco/verde rayado   | Plug RJ-45 con la posición de los pines |
| 4   | 1          | 1          | (sin uso) | azul entero           | azul entero           | Plug RJ-45 con la posición de los pines |
| 5   | 1          | 1          | (sin uso) | blanco/azul rayado    | blanco/azul rayado    | Plug RJ-45 con la posición de los pines |
| 6   | 2          | 3          | negativo  | naranja entero        | verde entero          | Plug RJ-45 con la posición de los pines |
| 7   | 4          | 4          | (sin uso) | blanco/marrón rayado  | blanco/marrón rayado  | Plug RJ-45 con la posición de los pines |
| 8   | 4          | 4          | (sin uso) | marrón entero         | marrón entero         | Plug RJ-45 con la posición de los pines |